# Campeonato Carioca 1942
In 1942 werd het 37ste Campeonato Carioca gespeeld voor voetbalclubs uit de toen nog Braziliaanse hoofdstad Rio de Janeiro. De competitie werd gespeeld van 5 april tot 11 oktober. Flamengo werd kampioen. 

## Eindstand
| Plaats | Club          | Wed. | W  | G | V  | Saldo  | Ptn. |
| ------ | ------------- | ---- | -- | - | -- | ------ | ---- |
| 1.     | Flamengo      | 27   | 20 | 5 | 2  | 87:29  | 45   |
| 2.     | Botafogo      | 27   | 18 | 8 | 1  | 83:36  | 44   |
| 3.     | Fluminense    | 27   | 19 | 4 | 4  | 72:42  | 42   |
| 4.     | São Cristóvão | 27   | 9  | 8 | 10 | 74:58  | 26   |
| 4.     | Madureira     | 27   | 10 | 6 | 11 | 70:67  | 26   |
| 6.     | America       | 27   | 9  | 7 | 11 | 62:62  | 25   |
| 7.     | Vasco da Gama | 27   | 8  | 6 | 13 | 44:52  | 22   |
| 8.     | Canto do Rio  | 27   | 6  | 8 | 13 | 51:72  | 20   |
| 9.     | Bangu         | 27   | 5  | 2 | 20 | 48:94  | 12   |
| 10.    | Bonsucesso    | 27   | 2  | 4 | 21 | 44:123 | 8    |

|  | Kampioen |

### Kampioen
| Campeonato Carioca de 1942   |
| Rio de Janeiro               |
| ---------------------------- |
| FLAMENGO Kampioen (8° titel) |

## Topschutters
| Speler            | Speler    | Goals | Club         |
| ----------------- | --------- | ----- | ------------ |
| Vlag van Brazilië | Heleno    | 28    | Botafogo     |
| Vlag van Brazilië | Isaías    | 27    | Madureira    |
| Vlag van Brazilië | Pirillo   | 23    | Flamengo     |
| Vlag van Brazilië | Geraldino | 23    | Canto do Rio |
| Vlag van Brazilië | Anito     | 23    | Bangu        |